# Landtags- und Gemeinderatswahlkreis Floridsdorf
Der Wahlkreis Floridsdorf ist ein Wahlkreis in Wien, der den Wiener Gemeindebezirk Floridsdorf umfasst. Bei der Landtags- und Gemeinderatswahl 2015 waren im Wahlkreis Floridsdorf 105.431 Personen wahlberechtigt, wobei bei der Wahl die Freiheitliche Partei Österreichs (FPÖ) mit 40,56 % als stärkste Partei hervorging. Die FPÖ und die Sozialdemokratische Partei Österreichs (SPÖ) erzielten bei der Wahl je vier der zehn möglichen Grundmandate.

## Wahlergebnisse
| Landtags- und Gemeinderatswahlen im Wahlkreis Floridsdorf | Landtags- und Gemeinderatswahlen im Wahlkreis Floridsdorf | Landtags- und Gemeinderatswahlen im Wahlkreis Floridsdorf | Landtags- und Gemeinderatswahlen im Wahlkreis Floridsdorf | Landtags- und Gemeinderatswahlen im Wahlkreis Floridsdorf | Landtags- und Gemeinderatswahlen im Wahlkreis Floridsdorf | Landtags- und Gemeinderatswahlen im Wahlkreis Floridsdorf | Landtags- und Gemeinderatswahlen im Wahlkreis Floridsdorf | Landtags- und Gemeinderatswahlen im Wahlkreis Floridsdorf |
| Wahltermin                                                | GM                                                        |                                                           | SPÖ                                                       | ÖVP                                                       | FPÖ                                                       | GRÜNE                                                     | LIF/NEOS                                                  | Sonstige                                                  |
| --------------------------------------------------------- | --------------------------------------------------------- | --------------------------------------------------------- | --------------------------------------------------------- | --------------------------------------------------------- | --------------------------------------------------------- | --------------------------------------------------------- | --------------------------------------------------------- | --------------------------------------------------------- |
| 8. Oktober 1978                                           |                                                           | Stimmenanteile (%)                                        | 67,68                                                     | 23,71                                                     | 5,11                                                      | –                                                         | –                                                         | 3,51                                                      |
| 8. Oktober 1978                                           | 7                                                         | Grundmandate                                              | 5                                                         | 1                                                         | 0                                                         | –                                                         | –                                                         | 0                                                         |
| 24. April 1983                                            |                                                           | Stimmenanteile (%)                                        | 65,61                                                     | 24,94                                                     | 4,91                                                      | 1,73                                                      | –                                                         | 2,82                                                      |
| 24. April 1983                                            | 8                                                         | Grundmandate                                              | 5                                                         | 2                                                         | 0                                                         | 0                                                         | –                                                         | 0                                                         |
| 18. November 1987                                         |                                                           | Stimmenanteile (%)                                        | 64,54                                                     | 19,73                                                     | 8,74                                                      | 3,85                                                      | –                                                         | 3,15                                                      |
| 18. November 1987                                         | 8                                                         | Grundmandate                                              | 5                                                         | 1                                                         | 0                                                         | 0                                                         | –                                                         | 0                                                         |
| 10. November 1991                                         |                                                           | Stimmenanteile (%)                                        | 56,26                                                     | 12,83                                                     | 21,42                                                     | 7,29                                                      | –                                                         | 2,20                                                      |
| 10. November 1991                                         | 8                                                         | Grundmandate                                              | 5                                                         | 1                                                         | 1                                                         | 0                                                         | –                                                         | 0                                                         |
| 13. Oktober 1996                                          |                                                           | Stimmenanteile (%)                                        | 45,65                                                     | 10,81                                                     | 29,52                                                     | 5,84                                                      | 6,45                                                      | 1,73                                                      |
| 13. Oktober 1996                                          | 9                                                         | Grundmandate                                              | 4                                                         | 1                                                         | 2                                                         | 0                                                         | 0                                                         | 0                                                         |
| 25. März 2001                                             |                                                           | Stimmenanteile (%)                                        | 55,57                                                     | 11,99                                                     | 20,49                                                     | 8,55                                                      | 2,78                                                      | 0,62                                                      |
| 25. März 2001                                             | 9                                                         | Grundmandate                                              | 5                                                         | 1                                                         | 2                                                         | 0                                                         | 0                                                         | 0                                                         |
| 23. Oktober 2005                                          |                                                           | Stimmenanteile (%)                                        | 57,76                                                     | 13,12                                                     | 16,99                                                     | 9,07                                                      | –                                                         | 3,06                                                      |
| 23. Oktober 2005                                          | 10                                                        | Grundmandate                                              | 6                                                         | 1                                                         | 1                                                         | 0                                                         | –                                                         | 0                                                         |
| 10. Oktober 2010                                          |                                                           | Stimmenanteile (%)                                        | 47,12                                                     | 9,58                                                      | 33,26                                                     | 7,16                                                      | 0,60                                                      | 2,28                                                      |
| 10. Oktober 2010                                          | 10                                                        | Grundmandate                                              | 5                                                         | 1                                                         | 3                                                         | 0                                                         | 0                                                         | 0                                                         |
| 11. Oktober 2015                                          |                                                           | Stimmenanteile (%)                                        | 39,16                                                     | 6,53                                                      | 40,56                                                     | 6,31                                                      | 4,08                                                      | 3,36                                                      |
| 11. Oktober 2015                                          | 10                                                        | Grundmandate                                              | 4                                                         | 0                                                         | 4                                                         | 0                                                         | 0                                                         | 0                                                         |
| 11. Oktober 2020                                          |                                                           | Stimmenanteile (%)                                        |                                                           |                                                           |                                                           |                                                           |                                                           |                                                           |
| 11. Oktober 2020                                          | 10                                                        | Grundmandate                                              |                                                           |                                                           |                                                           |                                                           |                                                           |                                                           |